# Литовня
Литовня — село в Навлинском районе Брянской области в составе Бяковского сельского поселения.

## География
Находится в восточной части Брянской области на расстоянии приблизительно 11 км на юго-восток по прямой от районного центра поселка Навля.

## История
Упоминалось с 1709 года. В 1743 году учтено 377 душ мужского пола. Действовала Ильинская церковь. В 1866 году здесь (село Севского уезда Орловской губернии) учтено было 111 дворов .

## Население
Численность населения: 538 человек (1866 год), 315 человек (русские 94 %) в 2002 году, 269 в 2010.